# مايك بروكس
مايك بروكس (بالإنجليزية: Mike Brooks)‏ هو موسيقي جامايكي، ولد في 1953.

## وصلات خارجية
- مايك بروكس على موقع ميوزك برينز (الإنجليزية)
- مايك بروكس على موقع ديسكوغز (الإنجليزية)